# فراموش‌شده (فیلم ۲۰۰۴)
فراموش شده (به انگلیسی: The Forgotten) فیلمی است محصول سال ۲۰۰۴ و به کارگردانی جوزف روبن است. در این فیلم بازیگرانی همچون جولیان مور، دومینیک وست، گری سینایس، آنتونی ادواردز، لی ترگسن، الفری وودارد، لینوس روچه، جسیکا هکت، رابرت ویسدم، تیم کانگ، سوسن میسنر و آن دوود ایفای نقش کرده‌اند.

## خلاصه داستان
زنی به نام تلی پارتا (جولیان مور) و مردی به نام اش کورل (دومینیک وست) فرزندان خود را که سوار هواپیما شدند به یاد می‌آورند ولی بقیه والدین که فرزندانشان سوار همین هواپیما شدند چیزی از فرزندان خود به یاد نمی‌آورند.
آن‌ها به هرکسی که مراجعه می‌کنند کسی حرفشان را باور نمی‌کند. هرکسی هم با آن‌ها همکاری می‌کند یا اطلاعاتی در اختیارشان قرار می‌دهد به‌طور عجیبی مثل یک طوفان به آسمان می‌رود و به آن‌ها چند نفر می‌گویند که آن‌ها می‌آیند و مارا می‌برند.
پس از مدتی موجودات بیگانه به همان شکل اش کورل را هم می‌برند؛ و تلی تنها می‌ماند او متوجه می‌شود این کار موجودات فضایی یک آزمایش است سپس به محلی نزدیک فرودگاه می‌رود و با موجودی که مسئول عملیات است دیدار می‌کند او می‌گوید تو تنها کسی هستی که فرزندش را به خاطر می‌آوری و این به خاطر رابطه مادر و فرزندی است و باید حافظه تو را پاک کنم پس موجود فضایی سعی می‌کند حافظه را تا زمان تولد فرزندش پاک کند ولی بازهم موفق نمی‌شود و عملیات او با شکست مواجه می‌شود و این بار خودش را به همان شکل می‌برند.
بعد از رفتن او تلی به پارک می‌رود و می‌بیند که فرزندش در حال بازی است همچنین اش کورل را ملاقات می‌کند ولی کسی چیزی به یاد ندارد و فقط اوست که ماجرا را می‌داند